# In Marge We Trust
«In Marge We Trust» (рус. Мы верим в Мардж) — двадцать второй эпизод восьмого сезона мультсериала «Симпсоны». Впервые вышел в эфир 27 апреля 1997 года. Сценарий был написан Доником Кэрри, а режиссёром выступил Стивен Дин Мур.

## Сюжет
Придя на очередную воскресную проповедь, Мардж замечает, что Преподобный Лавджой не очень-то заинтересован в том, чтобы его проповеди были интересны (из-за того, что Гомер чертыхнулся, проповедь продлилась вдвое дольше обычного, так как Лавджой начал сначала, и после этого, кроме Симпсонов, уснули также и все остальные прихожане). Поскольку Гомер вместе с детьми отправляется на свалку выбросить уже давно засохшую рождественскую ёлку, Мардж снова едет в церковь, чтобы повидаться с Лавджоем. На свалке Гомер обнаруживает упаковку японского производства… со своим изображением на ней! А Мардж тем временем замечает, что Преподобный Лавджой совсем наплевательски относится к звонкам прихожан и дает им совершенно бесполезные советы. Оказывается, во всем виноват Нед Фландерс, который постоянно звонил Лавджою по пустякам, пока тот не научился просто не прислушиваться к вопросам, с которыми обращаются прихожане. Лавджой предлагает Мардж временно вместо него отвечать на звонки жителей города, и та прекрасно с этим справляется — она отговаривает Мо от самоубийства, помогает Ленни скрыть от Карла тот факт, что у него нет жены, о которой тот так часто рассказывал. В конце концов, авторитет Мардж становится выше авторитета Лавджоя, что очень расстраивает последнего.
Гомер тем временем решает узнать побольше о загадочной коробке со своим изображением. Акира, работник японского ресторана, где когда-то ужинали Симпсоны (и Гомер чуть не отравился ядовитой рыбой фугу), рассказывает Гомеру, что это коробка из-под моющего средства «Мистер Спаркли», производимого на Хоккайдо в Японии. Гомер тут же звонит туда, и для разъяснения ему присылают кассету с ответами на все вопросы. Гомер узнает, что «Мистер Спаркли» — соединение двух эмблем разных компаний, рыбы и лампочки, то есть это простое совпадение. На этом расследование завершается.
К несчастью для Мардж, ей звонит Нед Фландерс, у магазина которого ошиваются хулиганы Джимбо, Дольф и Керни, которых так боится Нед. Искренний совет Мардж только ухудшает ситуацию, и Нед всю ночь убегает от хулиганов. Наконец Симпсоны вместе с Преподобным Лавджоем находят Неда в городском зоопарке, где ему «посчастливилось» оказаться в вольере со злыми бабуинами. Преподобному удаётся спасти Неда от падения к бабуинам, которые готовятся разорвать его на куски, при помощи настоящего поезда, опыт вождения которого у Лавджоя, к счастью, есть (он часто играл игрушечным паровозиком). Но паровозик снова въезжает в вольер бабуинов по второму кругу… На следующей проповеди Лавджой яростно рассказывает прихожанам о своей стычке со злыми обезьянами, и прихожанам (включая даже Гомера) она нравится, на чём и заканчивается серия.